# Pizzo Rotondo
Pizzo Rotondo – szczyt w Alpach Lepontyńskich, części Alp Zachodnich. Leży w Szwajcarii na granicy kantonów Valais, Ticino i Uri. Należy do podgrupy Alpy Monte Leone – Świętego Gotarda. Można go zdobyć ze schroniska Capanna Piansecco (1988 m) po stronie szwajcarskiej lub Rifugio Rotondo (2571 m) po stronie włoskiej.
Pierwszego odnotowanego wejścia dokonali William Augustus Coolidge i Christian Almer w 1888 r.